# Fabian Küchler
Fabian Küchler (* 10. Oktober 1997) ist ein deutscher Skeletonpilot.

## Werdegang
Küchler, der für den RT Suhl startet, begann 2012 mit Skeleton als Leistungssport und nahm 2013 an ersten Wettbewerben teil. Bei den Deutschen Meisterschaften 2014 im Oktober 2013 am Königssee landete er im Einzel auf dem 13. Platz, mehr als fünf Sekunden hinter Sieger Frank Rommel. Ab der Saison 2014/15 nahm Küchler am Skeleton-Europacup teil. Bei seinem Debüt am 28. November 2014 am Königssee erreichte er den siebenten Platz. Wenige Tage später feierte er in Winterberg seinen ersten Sieg in dieser Serie.
In die Saison 2015/16 startete Küchler erfolgreich in Altenberg. Nach einem vierten Platz im ersten Rennen gewann er zeitgleich mit Alexander Mutowin das zweite Rennen. Nach eher schwachen Ergebnissen in den folgenden Wochen erreichte er am Ende der Saison in St. Moritz noch einmal einen zweiten Platz, bevor er die Saison mit einem Sieg beendete und sich damit den ersten Platz in der Europacup-Gesamtwertung sicherte. Bei den Deutschen Meisterschaften 2016 in Altenberg wenige Wochen zuvor Ende Dezember 2015 wurde er Achter. Bei den Deutschen Juniorenmeisterschaften in Winterberg sicherte er sich den Titel.

## Erfolge

### Siege im Europacup
| Nr. | Datum             | Ort        | Bahn                                 |
| --- | ----------------- | ---------- | ------------------------------------ |
| 01. | 6. Dezember 2014  | Winterberg | Veltins-Eisarena                     |
| 02. | 5. Dezember 2015  | Altenberg  | Rennschlitten- und Bobbahn Altenberg |
| 03. | 28. Januar 2016   | St. Moritz | Olympia Bob Run St. Moritz–Celerina  |
| 04. | 10. November 2016 | Innsbruck  | Olympia Eiskanal Igls                |
| 05. | 11. November 2016 | Innsbruck  | Olympia Eiskanal Igls                |
| 06. | 18. November 2017 | Winterberg | Veltins-Eisarena                     |
| 07. | 16. November 2018 | Innsbruck  | Olympia Eiskanal Igls                |
| 08. | 17. November 2018 | Innsbruck  | Olympia Eiskanal Igls                |
| 09. | 24. November 2018 | Winterberg | Veltins-Eisarena                     |
| 10. | 6. Dezember 2018  | Königssee  | Kunsteisbahn Königssee               |